# والتر دبليو. هيد
والتر دبليو. هيد (بالإنجليزية: Walter W. Head)‏ هو شخصية أعمال أمريكي، ولد في 18 ديسمبر 1877 في مقاطعة هانكوك في الولايات المتحدة، وتوفي في 3 مايو 1954 في ستامفورد في الولايات المتحدة بسبب ذات الرئة.